# Équipe du Pérou de rugby à XV
La sélection péruvienne de rugby, surnommée Los Tumis, est la représentante du pays dans les compétitions de World Rugby et est membre de la Confederación sudamericana de rugby. À ce jour, elle n'a participé à aucune Coupe du monde. Jusqu'en septembre 2011, l’entraîneur était le français Stéphane Brusset.

## Histoire
L'équipe du Pérou est classée à la 74e place du classement World Rugby en mars 2022.

## Palmarès
- Sudamericano de Rugby B (es) (troisième division continentale)
  - Champion en 2010 et 2018
  - Vice-champion en 2002, 2007, 2011, 2015
- Coupe du monde
  - 1987 : pas invité
  - 1991 : pas qualifié
  - 1995 : pas qualifié
  - 1999 : pas qualifié
  - 2003 : pas qualifié
  - 2007 : pas qualifié
  - 2011 : pas qualifié
  - 2015 : pas qualifié
  - 2019 : pas qualifié
  - 2023 : pas qualifié

## Joueurs emblématiques
- Gabriel Duran - Pilier
- David Andreu - Arbitre
- Laurent Rallé - Pilier (C)
- Florian Bezes - Demi de mêlée

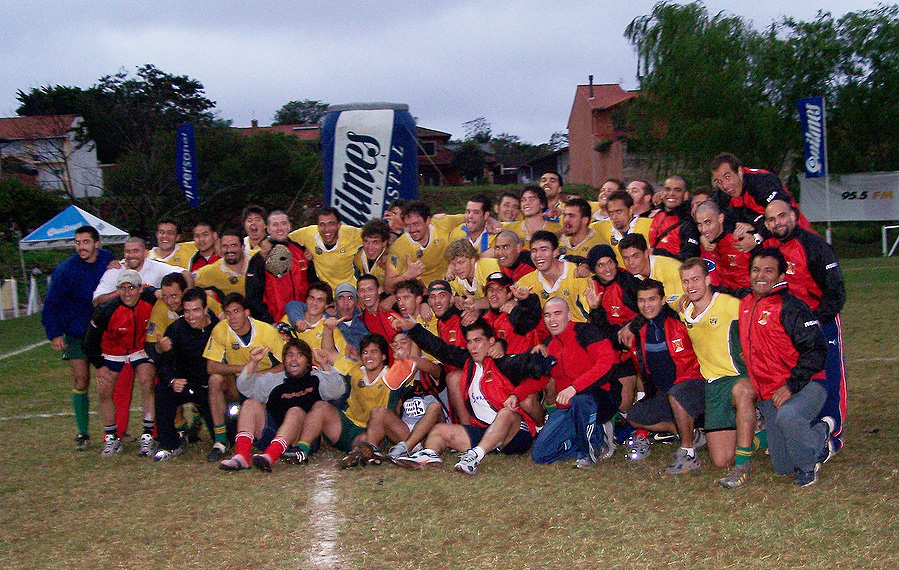
Les XV du Pérou (en rouge) et du Brésil, en 2005.

- Rico Chico - Troisième ligne / Centre